# Нови град (Земун)
Нови град је градско насеље у Београду, Србија, лоцирано у општини Земун.

## Локација
Нови град се налази у централно-западном делу Земуна. Простире се дуж почетне деонице ауто-пута Београд—Нови Сад, од пруге Београд—Нови Сад на југу где се граничи са насељем Колонија Змај. До Угриновачке улице на северу, где се граничи са насељем Земун Бачка. Кроз насеље саобраћају линије 15 (Зелени венац—Земун /Нови град/), 45 (Нови Београд /Блок 44/—Земун /Нови град/), 78 (Бањица II—Земун /Нови град/), 709 (Плави хоризонти—Земун /Нови град/) и 15Н (Трг републике—Земун /Нови град/). На истоку се граничи са насељима Железничка колонија и Сутјеска, док се на западу протеже ка насељима Алтина и Плави хоризонти. Све док се ова два насеља нису развила, Нови град је бо крајње насељени део Београда у том правцу.
Насеље Нови град обухвата и два мања поднасеља, Војни пут I и Војни пут II.

## Поднасеља

### Фрањине рудине
1970-их и 1980-их било је неуспелих покушаја да се део насеља између ауто-пута за Загреб и Првомајске улице преименује у Фрањине рудине, и то име је до данас пало у заборав.

### Војни пут I
Војни пут I се налази у северном делу Новог града и заузима троугаони облик. Простире се на обе стране ауто-пута Београд–Нови Сад и окружен је Добановачким и Пазовачким путем. Директно се наставља ка Алтини на северозападу.

### Војни пут II
Војни пут II је југозападни део Новог града, који се простире преко ауто-пута Београд–Нови Сад. Наставља се ка западу, према насељу Плави хоризонти.